# Корона Эрика XIV

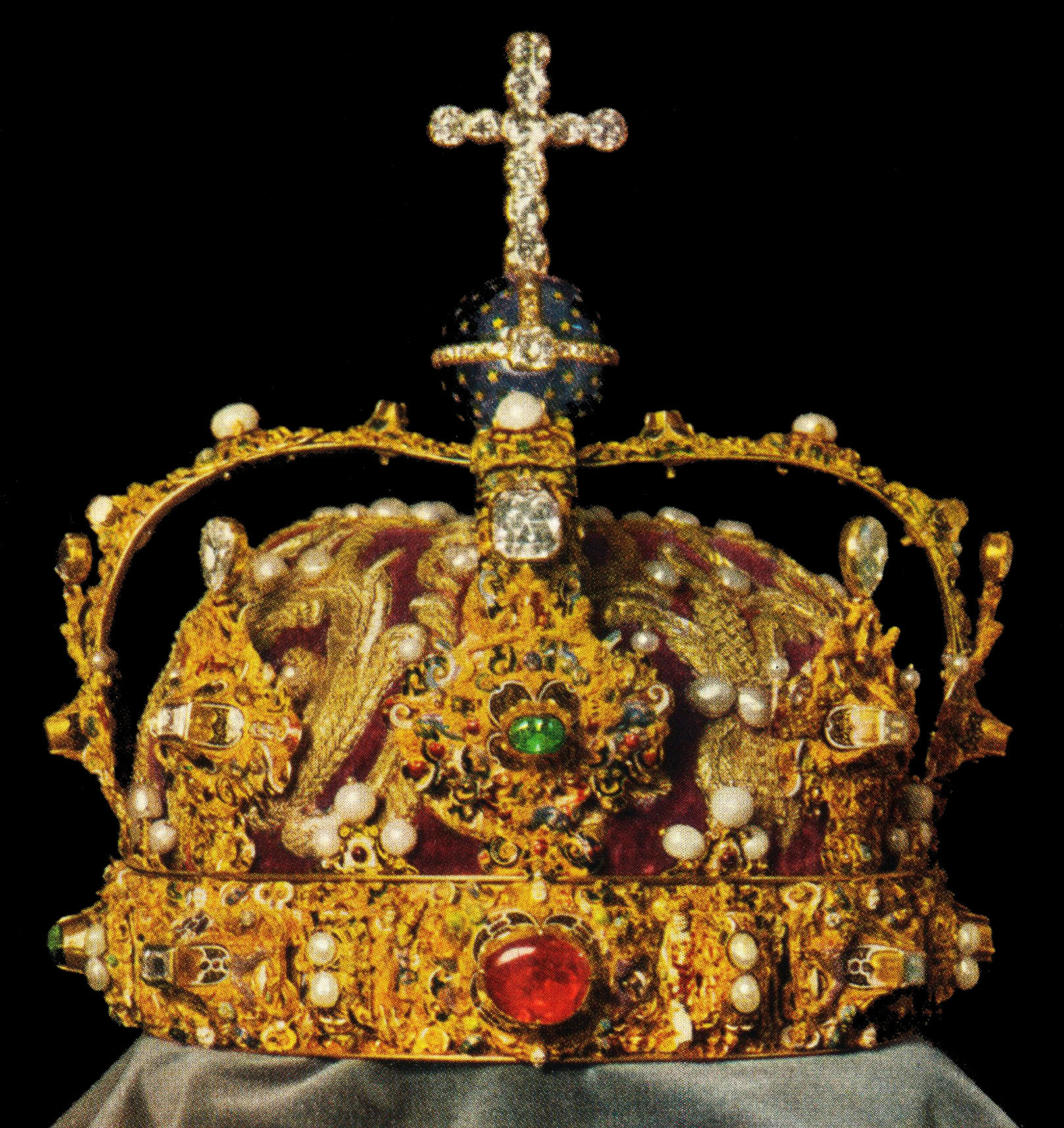
Корона Эрика XIV (до замены и креста в 1970 году)

Корона Эрика XIV была изготовлена в Стокгольме в 1561 году фламандским ювелиром Корнелиусом вер Вейденом для коронации короля Швеции Эрика XIV. Корона хранится в сокровищнице Стокгольмского дворца вместе с остальными королевскими регалиями Швеции. Сокровищница общедоступна для посещений, как музей. Корона Эрика XIV является официальной короной монарха Швеции и до сих пор используется в церемонии коронации.

## Описание
Корона состоит из обруча (диадемы) с четырьмя большими листьями, чередующимися с четырьмя меньшими листьями. Сверху больших листьев четыре вертикально ориентированных полосы скрещиваются над центром короны, а их увенчивает монд с эмалевым крестом. Между восьмью основными листьями расположены более малые листья, украшенные тремя жемчужинами каждый. 

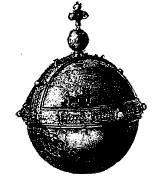
Заменённый Карла XIV Юхана

Вся корона украшена жемчугом и драгоценными камнями, включая рубины, изумруды и бриллианты. Большая часть работ изначально была выполнена в стиле, типичном для эпохи Возрождения, но впоследствии были внесены изменения. Корона была возвращена к исходному облику. Одно дополнение, которое тем не менее осталось после реставрации, — это восемь ромбовидных бриллиантов, расположенных наверху каждого из восьми листьев. Они были установлены в 1818 году.
В XIX веке король Карл XIV Юхан заменил первоначальный золотой монд на более крупный, синего цвета. Новый крест на нём щедро украсили бриллиантами. Изначальный золотой монд больше подходил короне, он сохранял её общую гармонию и пропорциональность, синий же монд нарушал симметричность короны, так как был заметно крупнее исходного. Примерно в 1970 году первоначальный монд и крест были восстановлены. Материя шапочки короны, сделанная в 1778 году и украшенная бисером и золотым шитьём, была заменена темно-красным бархатом, чтобы восстановить её первоначальный вид. Заменённый синий монд теперь хранится рядом с короной в Сокровищнице.